# Coelioxys philippensis
Coelioxys philippensis is een vliesvleugelig insect uit de familie Megachilidae. De wetenschappelijke naam van de soort is voor het eerst geldig gepubliceerd in 1895 door luitenant-kolonel Charles Thomas Bingham. Het specimen was afkomstig uit de buurt van Kaap Engaño in de Filipijnen.